# Lista de primeiros-ministros de Carlos III do Reino Unido
Carlos III do Reino Unido é o chefe de Estado dos 15 Reinos da Comunidade de Nações. Dentro do sistema Westminster em cada reino, o governo do Rei é chefiado por um primeiro-ministro. A nomeação e demissão de primeiros-ministros são poderes de reserva comuns que podem ser exercidos pelo Rei ou seus governadores-gerais. Até o momento presente, Carlos III nomeou dois novos primeiros-ministros; Rishi Sunak como Primeiro-ministro do Reino Unido em 25 de outubro de 2022 e Chris Hipkins como Primeiro-ministro da Nova Zelândia em 25 de janeiro de 2023.

## Lista de primeiros-ministros
| Nº.                                    | Primeiro-ministro | Primeiro-ministro           | Mandato                 | Mandato                 | Partido político                                         |
| -------------------------------------- | ----------------- | --------------------------- | ----------------------- | ----------------------- | -------------------------------------------------------- |
| Antígua e Barbuda ( Ver lista )        |                   |                             |                         |                         |                                                          |
| 1                                      |                   | Gaston Browne (n. 1967)     | 13 de junho de 2014     | Incumbente              | Partido Trabalhista                                      |
| Austrália ( Ver lista )                |                   |                             |                         |                         |                                                          |
| 1                                      |                   | Anthony Albanese (n. 1963)  | 23 de maio de 2022      | Incumbente              | Partido Trabalhista                                      |
| Bahamas ( Ver lista )                  |                   |                             |                         |                         |                                                          |
| 1                                      |                   | Philip Davis (n. 1951)      | 17 de setembro de 2021  | Incumbente              | Partido Liberal Progressista                             |
| Belize ( Ver lista )                   |                   |                             |                         |                         |                                                          |
| 1                                      |                   | Johnny Briceño (n. 1960)    | 12 de novembro de 2020  | Incumbente              | Partido Popular Unido                                    |
| Canadá ( Ver lista )                   |                   |                             |                         |                         |                                                          |
| 1                                      |                   | Justin Trudeau (n. 1971)    | 4 de novembro de 2015   | 14 de março de 2025     | Partido Liberal                                          |
| 2                                      |                   | Mark Carney (n. 1965)       | 14 de março de 2025     | Incumbente              | Partido Liberal                                          |
| Granada ( Ver lista )                  |                   |                             |                         |                         |                                                          |
| 1                                      |                   | Dickon Mitchell (n. 1978)   | 24 de junho de 2022     | Incumbente              | Congresso Democrático Nacional                           |
| Ilhas Salomão ( Ver lista )            |                   |                             |                         |                         |                                                          |
| 1                                      |                   | Manasseh Sogavare (n. 1955) | 24 de abril de 2019     | 2 de maio de 2024       | Partido de Crédito Social                                |
| 2                                      |                   | Jeremiah Manele (n. 1968)   | 2 de maio de 2024       | Incumbente              | Partido da Propriedade, da Unidade e da Responsabilidade |
| Jamaica ( Ver lista )                  |                   |                             |                         |                         |                                                          |
| 1                                      |                   | Andrew Holness (n. 1972)    | 3 de março de 2016      | Incumbente              | Partido Trabalhista                                      |
| Nova Zelândia ( Ver lista )            |                   |                             |                         |                         |                                                          |
| 1                                      |                   | Jacinda Ardern (n. 1980)    | 26 de outubro de 2017   | 25 de janeiro de 2023   | Partido Trabalhista                                      |
| 2                                      |                   | Chris Hipkins (n. 1978)     | 25 de janeiro de 2023   | 27 de novembro de 2023  | Partido Trabalhista                                      |
| 3                                      |                   | Christopher Luxon (n. 1970) | 27 de novembro de 2023  | Incumbente              | Partido Nacional                                         |
| Papua-Nova Guiné ( Ver lista )         |                   |                             |                         |                         |                                                          |
| 1                                      |                   | James Marape (n. 1971)      | 30 de maio de 2019      | Incumbente              | Pangu                                                    |
| Reino Unido ( Ver lista )              |                   |                             |                         |                         |                                                          |
| 1                                      |                   | Liz Truss (n. 1975)         | 6 de setembro de 2022   | 25 de outubro de 2022   | Partido Conservador                                      |
| 2                                      |                   | Rishi Sunak (n. 1980)       | 25 de outubro de 2022   | 5 de julho de 2024      | Partido Conservador                                      |
| 3                                      |                   | Sir Keir Starmer (n. 1962)  | 5 de julho de 2024      | Incumbente              | Partido Trabalhista                                      |
| Santa Lúcia ( Ver lista )              |                   |                             |                         |                         |                                                          |
| 1                                      |                   | Philip Pierre (n. 1954/55)  | 28 de julho de 2021     | Incumbente              | Partido Trabalhista                                      |
| São Cristóvão e Neves ( Ver lista )    |                   |                             |                         |                         |                                                          |
| 1                                      |                   | Terrance Drew (n. 1976)     | 6 de agosto de 2022     | Incumbente              | Partido Trabalhista                                      |
| São Vicente e Granadinas ( Ver lista ) |                   |                             |                         |                         |                                                          |
| 1                                      |                   | Ralph Gonsalves (n. 1946)   | 29 de março de 2001     | Incumbente              | Partido Trabalhista da Unidade                           |
| Tuvalu ( Ver lista )                   |                   |                             |                         |                         |                                                          |
| 1                                      |                   | Kausea Natano (n. 1957)     | 19 de setembro de 2019  | 26 de fevereiro de 2024 | Independente                                             |
| 2                                      |                   | Feleti Teo (n. 1962)        | 26 de fevereiro de 2024 | Incumbente              | Independente                                             |